# Stor-Isklinttjärnen
Stor-Isklinttjärnen är en sjö i Umeå kommun i Västerbotten och ingår i Sävaråns huvudavrinningsområde. Sjön har en area på 0,0647 kvadratkilometer och ligger 273,1 meter över havet. Stor-Isklinttjärnen ligger i Isklinten Natura 2000-område.

## Delavrinningsområde
Stor-Isklinttjärnen ingår i det delavrinningsområde (713732-170714) som SMHI kallar för Mynnar i Kåtatjärnbäcken. Medelhöjden är 286 meter över havet och ytan är 2,16 kvadratkilometer. Det finns inga avrinningsområden uppströms utan avrinningsområdet är högsta punkten. Vattendraget som avvattnar avrinningsområdet har biflödesordning 4, vilket innebär att vattnet flödar genom totalt 4 vattendrag innan det når havet efter 75 kilometer. Avrinningsområdet består mestadels av skog (66 procent) och sankmarker (31 procent). Avrinningsområdet har 0,06 kvadratkilometer vattenytor vilket ger det en sjöprocent på 2,9 procent.